# Editoriale Campi
Editoriale Campi es una editorial italiana, conocida sobre todo como editora del almanaque y del calendario Barbanera.

## Historia
Fue fundada en 1892 en Foligno por Giuseppe Campi.
Desde los primeros años de actividad se especializó en publicaciones de difusión popular, como los “planetas de la suerte” (pronósticos impresos en folletos en color), o en folletos que referían, en rima, hechos milagrosos y de crónica, todas ellas ediciones distribuidas antaño por ferias y mercados por vendedores ambulantes.
En los años treinta del siglo XX se convirtió en el principal editor de folletos con los textos de las canciones en boga en la radio y la televisión. 
En 1952, a partir de la iniciativa de Agostino Campi, hijo de Giuseppe, se imprime la primera revista musical italiana: “Sorrisi e Canzoni d’Italia”, denominada después “TV Sorrisi e Canzoni”. 
A partir de mediados del siglo XX ostenta en exclusiva los derechos relacionados con la marca Barbanera.